# Frieder Heinze
Frieder Heinze (* 27. März 1950 in Leipzig) ist ein deutscher Maler, Grafiker und Objektkünstler.

## Leben
Die Eltern von Frieder Heinze betrieben in Leipzig ein Reformhaus. Nach der Grundschule machte Heinze 1966 bis 1969 eine Berufsausbildung zum Mauer mit Abitur. 1969 bis 1974 studierte er an der Hochschule für Graphik und Buchkunst Leipzig bei Werner Tübke und Wolfgang Mattheuer. 1974 bis 1977 war er Meisterschüler bei Tübke und Bernhard Heisig. Ab 1977 arbeitete er freischaffend in Leipzig. Im selben Jahr begann er bei Günther Huniat mit bildhauerischen Arbeiten. Seit seinem Studium hatte Heinze intensive künstlerische Kontakte zu „unangepassten“ Künstlern wie Lutz Dammbeck, Günter Firit, Hans-Hendrik Grimmling, Günther Huniat und Olaf Wegewitz entwickelt. Gemeinsam mit ihnen initiierte er 1984 den „Ersten Leipziger Herbstsalon“. Zusammen mit Wegewitz schuf er 1986 mit dem Künstlerbuch „Unaulutu“ ein Kunstobjekt, „das neue Maßstäbe des künstlerischen Schaffens in der ehemaligen DDR setzte“. Seit 1986 arbeitet Heinze mit der Keramikerin Claudia Rückert in Leisnig zusammen. Seit 1987 hatte er ein eigenes Atelier in Leipzig-Lindenthal. 1989 war Heinze zu Studienaufenthalten in Kuba und Mexiko.
Er hatte in der DDR eine bedeutende Zahl von Einzelausstellungen und Ausstellungsbeteiligungen, u. a. 1977/78, 1982/83 und 1987/88 an der VIII. bis X. Kunstausstellung der DDR in Dresden.
Er lebt und arbeitet jetzt im sächsischen Börtewitz.

## Werk

### Künstlerbücher und Buchillustrationen (Auswahl)
- Unaulutu. Steinchen im Sand. Künstlerbuch mit Olaf Wegewitz in einer Auflage von 130 Exemplaren. Verlag Philipp Reclam jun. Leipzig, 1986
- Blindenbuch. Künstlerbuch, gemeinsam mit Wegewitz, Ralf Klement, Fotis Zapratis und Günther Huniat, in einer Auflag von 45 Exemplaren. Selbstverlag, Leipzig, 1988
- Theo Breuer: Der blaue Schmetterling. Mit Reproduktionen von sechs Holzschnitten. Corvinus-Presse, Berlin, 1994

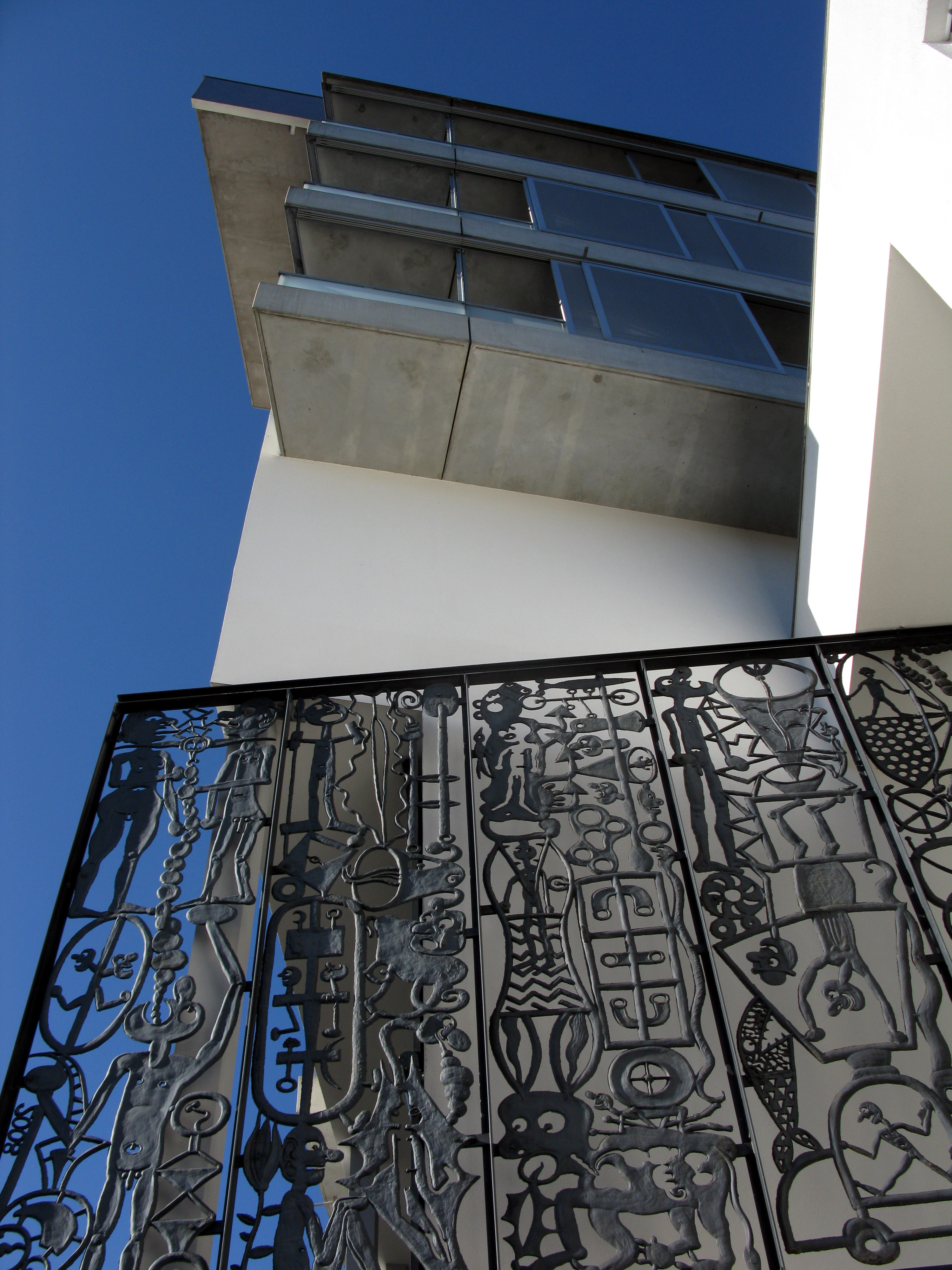
Relief am Tramturm in Freiburg

### Kunst am Bau (Auswahl)
- Freiburg/Breisgau: Tramturm, großes gusseisernes Relief im Eingang des Gebäudes[4]

## Mitgliedschaften
- 1977 bis 1990: Verband Bildender Künstler der DDR

## Einzelausstellungen (Auswahl)
- 1993 Chemnitz, Galerie Weise
- 1994 Glauchau, Museum Schloss Hinterglauchau
- 2000 Altenburg, Lindenaumuseum
- 2007 Mittweida, Hochschule Mittweida
- 2013 und 2015 Magdeburg, Kunstmuseum Kloster Unserer Lieben Frauen
- 2019 Brandenburg, Galerie Sonnensegel

## Werke in Museen und öffentlichen Sammlungen
- Staatliche Kunstsammlungen Dresden[5]
- Lindenau-Museum Altenburg[6]
- Kunsthalle der Sparkasse Leipzig[7]
- Graphische Sammlung des Germanischen Nationalmuseums Nürnberg[6]
- Österreichische Nationalbibliothek[6]
- Österreichische Ludwig-Stiftung (Mumok)[8]